# Farmaci sedativo-ipnotici
I farmaci sedativo-ipnotici sono un'ampia classe di medicinali usati per il trattamento dell'ansia e dell'insonnia. Tutti questi farmaci hanno in comune un effetto sedativo, di entità e caratteristiche variabili, sul sistema nervoso centrale. In particolare si definiscono ipnotici i farmaci capaci di indurre la comparsa di un sonno simile a quello fisiologico.

## Classificazione
I farmaci sedativo-ipnotici appartengono a gruppi di molecole molto diversi tra loro per struttura e meccanismo d'azione. Schematicamente è possibile suddividerli in:
- Benzodiazepine (con capostipite il diazepam)
- Barbiturici (con capostipite il barbital)
- Imidazopiridine (zolpidem e zaleplon)
- Ciclopirroloni (zopiclone e eszopiclone)
- Ansiolitici non GABAergici, come il buspirone[1]
- Propofol, etomidato

Tra i sedativo-ipnotici utilizzati in passato si ricordano l'idrato di cloralio (abbandonato per eccessiva tossicità) e la glutetimide, ideata come alternativa ai barbiturici ma gravata dagli stessi effetti avversi di questi ultimi.
Altri farmaci, pur non essendo classificati come ipnotici, presentano come effetto collaterale proprietà sedative sul sistema nervoso centrale: alcuni antistaminici, alcuni beta-bloccanti (come il propranololo) e l'antipertensivo clonidina.